# Arthur Adams (artista)
Arthur Adams (Holyoke, 5 d'abril de 1963) és un dibuixant i escriptor de còmics estatunidenc. Va entrar per primera vegada a la indústria del còmic nord-americà amb la minisèrie de Marvel Comics de 1985 Longshot. El seu treball posterior de còmics interiors inclou diversos llibres més importants de Marvel, com ara The Uncanny X-Men, Excalibur, X-Factor, Fantastic Four, Hulk i Ultimate Comics: X, així com còmics de diverses altres editorials, com Action Comics, Vampirella, The Rocketeer i The Authority. Adams també ha il·lustrat llibres amb personatges pels quals té un amor personal, com Godzilla, La dona i el monstre, i Gumby, el darrer dels quals li va valer el premi Eisner de 1988 al millor número senzill.
El 1994, Adams es va unir a un grup de creadors que incloïa Frank Miller, John Byrne i Mike Mignola per formar Legend, una empremta de còmics de creadors publicada per Dark Horse Comics, mitjançant la qual Adams va publicar Monkeyman and O'Brien, una sèrie d'aventures de ciència-ficció amb monstres arquetípics que Adams va escriure i il·lustrar. Tot i que l'empremta Legend va cessar el 1998, Monkeyman and O'Brien van continuar apareixent a la impremta, de vegades en històries creuades amb altres personatges de còmics, com Gen¹³/Monkeyman and O'Brien (1998) i Savage Dragon nº 41 (setembre de 1997).
A causa del seu estil de llapis amb reputació d'ajustat i intensiu de mà d'obra, que va ser influenciat inicialment per Michael Golden i Walter Simonson, i el seu ritme certament lent, Adams fa sobretot treballs de portades. Quan fa art d'interiors, sol ser per a històries curtes, one-shots, minisèries o contribucions a antologies, com ara el seu treball de 2002-2004 a "Jonni Future", una sèrie de ciència-ficció pulp que va crear conjuntament amb Steve Moore per a l'antologia de WildStorm Productions Tom Strong's Terrific Tales i el seu treball de 2008 a Hulk (Vol. 2) nº 7 - 9. Altre treballs de portades seus inclou llibres com Avengers Classic, Wonder Woman i JLA, així com pinups i altres il·lustracions puntuals per a llibres com Sin City, The Official Handbook of the Marvel Universe i la seva pròpia sèrie de quaderns de dibuixos publicats, Arthur Adams Sketchbook. Ha fet treballs de disseny de joguines i videojocs, i s'han produït bustos en miniatura basats en les seves interpretacions de personatges notables. És un dels artistes més populars i àmpliament imitats de la indústria del còmic, l'estil de dibuix del qual s'ha acreditat com una influència en artistes com Joe Madureira i Ed McGuinness, així com els artistes associats amb la fundació i els primers dies d'Image Comics, com J. Scott Campbell.

## Primers anys de vida
Arthur Adams va néixer el 5 d'abril de 1963 a Holyoke, Massachusetts. El seu pare era mestre de càrrega a les Forces Aèries dels Estats Units, i com a resultat, Adams es va traslladar sovint amb els seus pares i quatre germans menors a llocs que incloïen Virgínia de l'Oest. Quan Adams tenia cinc anys, la família es va establir a Vacaville, Califòrnia, prop de la base de la força aèria Travis. La primera exposició d'Adams als còmics de superherois i monstres va arribar a través dels que la seva mare li comprava un cop al mes en una botiga de segona mà. El seu entusiasme per les històries de superherois de creadors concrets va començar quan el seu pare va tornar d'un viatge a l'estranger amb el primer Marvel Treasury Grab-Bag, que incloïa històries de Ross Andru, Wally Wood i Gene Colan. Li agradava especialment Marvel Comics per les seves històries amb personatges semblants a monstres com The Thing, Hulk i Man-Thing. Es va interessar pels dinosaures i monstres com King Kong després de veure Creature Features a la televisió cada dissabte, i pel·lícules d'Universal Monster com Frankenstein i La dona i el monstre. També gaudia de la programació de superherois i de ciència-ficció, com ara Super Friends, els dibuixos animats de Spider-Man de 1967 i Star Trek. A Adams li agradava dibuixar amb freqüència en la seva joventut, des que recordava. Va descobrir l'obra de Frank Frazetta quan tenia 13 o 14 anys, la qual cosa va ser una "enorme" influència primerenca en ell, i va intentar imitar el seu estil mitjançant l'aquarel·la. Adams no considerava la il·lustració com una professió per a ell, però, ja que aspirava a ser paleontòleg. El seu interès per la paleontologia professional va disminuir, però, quan es va adonar que els climes extrems dels entorns en els quals hauria de treballar no li atreien.

El desig d'Adams de dibuixar còmics professionalment es va consolidar a l'escola secundària, quan va comprar Micronauts nº 1 de Marvel Comics, que va estava il·lustrat per Michael Golden, el primer artista en que Adams es va fixar significativament. Ell relata:
Estava col·leccionant còmics de mitjans dels anys 70, i després vaig descobrir Michael Golden treballant a Micronauts. I no sé exactament de què va el primer número de Micronauts. Alguna cosa em va deixar bocabadat. Aquest va ser el còmic que em va fer dir: "Sí, això és el que faré per a la meva carrera, per a la resta de la meva vida". Vaig a trobar la manera de dibuixar còmics, home!"
Adams va buscar posteriorment treballs d'altres artistes, i va nomenar com a influències Barry Windsor-Smith, Mike Kaluta, Bernie Wrightson i Terry Austin. Adams també cita l'obra "Moon Knight" de Bill Sienkiewicz a la revista The Hulk! i en particular el treball de Walter Simonson a The Uncanny X-Men and The New Teen Titans, que Adams va veure com "la bíblia de com dibuixar còmics", i "l'exemple perfecte de com fer un còmic d'un equip de superherois". Adams anomena Simonson i Golden com les seves dues influències artístiques més importants. Simonson i la seva dona, l'escriptora/editora Louise Simonson, es convertirien més tard en amics íntims i col·laboradors d'Adams, amb Louise editant el projecte innovador d'Adams, Longshot. Adams també diu que va ser influenciat per Jack Kirby després de convertir-se en un artista professional. Com que acostuma a consultar material d'origen quan il·lustra un còmic, va estudiar gran part de l'obra de Kirby, en particular, durant la seva carrera de 1990 a Fantastic Four, aprenent molt a centrar-se en la claredat i el dinamisme per sobre de l'atenció als detalls. En una entrevista de 1997, Adams va respondre a l'observació que els fans havien notat una influència del manga en el seu treball afirmant que probablement havia estat influenciat per Masamune Shirow. A part dels llibres sobre dibuix d'anatomia humana, l'única educació formal d'Adams en il·lustració va ser aprendre dibuix del estil de tira de diari al primer any de secundària del Sr. Vandenberg, un professor que va subratllar la importància d'una narració i una perspectiva clares. Després que una companya de classe va convèncer Adams perquè s'unís al club d'actuació, Adams també es va plantejar convertir-se en actor i va fer teatre comunitari durant dos anys. Va deixar d'actuar quan va fer 19 anys, per concentrar-se en el dibuix.

## Carrera

### Treball primerenc
Adams va crear inicialment una cartera de pinups i pàgines de monstres, i va afegir seqüències d'històries quan va començar a assistir a convencions de còmics als 17 anys. En una d'elles, Adams va conèixer algú que, després de veure les obres d'art d'Adams, li va demanar una presentació per a un fanzín de còmics que estava preparant anomenat High-Energy. Adams va presentar la història de terror "One-Eyed Jack", que va veure impresa High-Energy nº 1 (coberta datada a la primavera de 1982). Tot i que era una obra no remunerada, va ser la primera obra publicada d'Adams, tot i que n'ha criticat amb alegria la qualitat, dient: "Va ser bastant dolent".
El primer treball remunerat d'Adams va ser un pinup de Farrah Foxette que va copiar de l'icònic pòster del vestit de bany de Farrah Fawcett de 1976, que va enviar a la pàgina de cartes de la sèrie de DC Comics Captain Carrot and His Amazing Zoo Crew! L'editor d'aquella sèrie, Roy Thomas, va pagar 10 dòlars a Adams per publicar la peça com a fan pinup.
En una convenció de creació a San Francisco, Adams va rebre consells professionals de Steve Leialoha i Chris Claremont, i també va conèixer un altre aspirant a il·lustrador, Mike Mignola, amb qui Adams es va fer amic i, més tard, socis comercials. A causa de la popularitat dels X-Men, Adams va incloure una història de Wolverine a la seva cartera, tot i que només era un fan casual dels X-Men. Més tard es relacionaria estretament amb els X-Men al començament de la seva carrera. Després de mostrar la seva cartera a l'editor Bob Schreck en una convenció de creació, va obtenir permís per muntar una taula, fent dibuixos per als aficionats per entre 5 i 10 dòlars. Va començar a enviar mostres a Marvel Comics quan tenia 18 anys, fent feina a una pizzeria després de graduar-se a l'institut.
El primer treball professional d'Adams va sorgir després que va conèixer Joe Rubinstein en una convenció de creació. Rubinstein va portar mostres d'Adams als editors de Marvel Dennis O'Neil i Linda Grant, que el 1983 van oferir a Adams l'oportunitat d'escriure i dibuixar "El retorn de Richard Buzznick", una història curta per a l'antologia en blanc i negre Bizarre Adventures. Encara que Adams va completar la història, la sèrie va ser cancel·lada abans que la seva història fos publicada, i Adams va tornar a enviar mostres mentre treballava a la pizzeria. Adams més tard va descartar la història com a mal dibuixada. També va dibuixar "Away Off There Amid The Softly Winking Lights", una història a l'antologia de Pacific Comics de 1984 Three Dimensional Alien Worlds.

### LongshotiX-Men
Al Milgrom, que estava acabant la seva carrera com a editor de Marvel per ser autònom, va trobar mostres d'Adams mentre netejava la seva oficina per al seu futur ocupant, l'editor Carl Potts. Potts i la seva editora assistent, Ann Nocenti, van enviar a Adams un guió de Defenders, a partir del qual Adams va fer dissenys de 10 a 15 pàgines. Adams va declarar que, tot i que les seves escenes d'acció no es van representar molt bé, els editors van elogiar les seves escenes casuals basades en personatges. Nocenti va descriure a Adams el concepte d'una minisèrie que estava escrivint, Longshot, que havia estat rebutjada per tots els altres artistes a qui se la va oferir. Adams, ara un parell de mesos abans del seu vintè aniversari, va fer una sèrie de dibuixos de disseny preliminar, basant l'aspecte i el pentinat del personatge principal en el del cantant Limahl, i la protagonista femenina, Ricochet Rita, en la mateixa Nocenti. La sèrie va ser editada independentment per Louise Simonson, i sense un calendari ferm, la qual cosa va proporcionar a Adams el temps que necessitava per completar-la. Això va ser degut en part als seus problemes amb la perspectiva i altres coses que no estava acostumat a dibuixar, com molins de vent, nadons i gent somriuent, i en part perquè va haver de tornar a dibuixar la primera meitat, ja que la història d'Ann Nocenti era tan densa que les pàgines contenien fins a 20 vinyetes. Com a resultat, Adams va trigar vuit mesos a dibuixar el primer número. Aquest problema va ser abordat per l'editor Elliot Brown, que va mostrar a Adams com compondre vinyetes que representessin múltiples accions. Més tard, Simonson va presentar Adams a l'editor en cap de Marvel, Jim Shooter, que va afavorir la comprensió d'Adams de la claredat de la narració assegut amb ell i ensenyant-li l'estructura de vinyeta a vinyeta en un antic llibre de Marvel. Trigaria dos anys a dibuixar els sis números de la minisèrie. Longshot nº 1 es va publicar amb una portada de setembre de 1985. Revisant el primer número d'Amazing Heroes, R.A. Jones, que va criticar l'escriptura, va afirmar:
Longshot té una gran gràcia salvadora, i aquesta és el dibuix d'Arthur Adams. Una vegada més, tornaré a la meva extremitat profètica i prediré que l'Art aviat es convertirà en el favorit dels fans. Té un estil dinàmic que crida la teva atenció i no et deixa anar. Per descomptat, mostra algunes de les debilitats de qualsevol artista jove, la posada incòmode ocasional o el dibuix cru, però com a primer esforç això és increïblement impressionant. De fet, val la pena comprar aquesta sèrie limitada simplement per veure el progrés que fa Adams d'un número a un altre.
La posició de Nocenti com a editora dels còmics dels X-Men va portar al descobriment de l'obra d'Adams per part de l'escriptor de The Uncanny X-Men Chris Claremont i, al seu torn, a l'associació freqüent d'Adams amb aquesta franquícia durant la dècada de 1980, que va començar amb New Mutants Special Edition nº 1 i Uncanny X-Men Annual nº 9, que formaven part de la història d'"Asgardian Wars", i que Adams va començar a dibuixar abans que Longshot nº 1 fos publicat. Nocenti també va demanar a Adams que produís una portada per a Heroes for Hope, un còmic de 1985 destinat a ajudar a alleujar la fam a l'Àfrica, que va ser escrit i il·lustrat per desenes de creadors, inclosos els escriptors Harlan Ellison i Stephen King, i els artistes John Byrne, Charles Vess i Bernie Wrightson. Nocenti va demanar a Adams que modelés la portada a partir de la portada de Paul Smith de 1983 per a Uncanny X-Men nº 173, el focus de la qual era Wolverine dirigint-se cap a l'espectador. Això, al seu torn, va fer que Bob Budiansky, que s'encarregava de produir els pòsters de Marvel, demanés a Adams que produís un pòster de Wolverine amb el mateix tipus de pose. La imatge, entintada per Terry Austin, es va convertir no només en un cartell dels més venuts, sinó en un anunci icònic de mida real per a botigues de còmics, i va donar lloc a dos pòsters més d'Adams, un pòster de X-Men de 1987 amb la majoria dels personatges que havien estat mai en un membre d'aquest equip, i "Mutants", una modificació de la portada número 4 d'Adams de 1988 de Marvel Age Annual que presentava la majoria dels personatges que apareixien a totes les sèries relacionades amb X-Men en aquell moment, també amb un Wolverine carregant a la centre. El 1986, la carrera professional d'Adams s'havia consolidat, i es va mudar de la casa dels seus pares i es va traslladar al mateix edifici d'apartaments d'Oakland, Califòrnia, on vivien els seus companys artistes Mike Mignola i Steve Purcell. Adams i Nocenti es van reunir per a una història a Web of Spider-Man Annual nº 2 (1986) en què Warlock dels New Mutants es troba amb Spider-Man.
El seu treball a la franquícia X-Men continuaria amb una sèrie de portades per a The New Mutants i The Uncanny X-Men el 1986 i el 1987, respectivament. També va dibuixar 20 de les primeres 23 portades i frontispicis interiors de Classic X-Men de 1986 a 1988. El seu treball interior relacionat amb X-Men va incloure una sèrie de dos números a X-Factor i Excalibur: Mojo Mayhem, tots dos el 1989, i tres Uncanny X-Men Annuals, els de 1986, 1988 i 1990. Va ser en dibuixar el de 1988 que Adams va dir que es va sentir com un dibuixant de còmics professional per primera vegada, ja que es va sentir segur per primer cop que sabia el que estava fent.

### Diversificació i experimentació
Adams va treballar per a editorials diferents de Marvel durant la dècada de 1980, com quan va dibuixar diverses pàgines de Batman nº 400 el 1986 i Action Comics Annual nº 1 el 1987. Aquest últim es veu com un punt d'inflexió en l'estil de dibuix d'Adams, caracteritzat per figures més voluminoses de Batman i Superman, tot i que Adams explica que això va ser en part degut a la influència de The Dark Knight Returns. Adams també va explicar que el canvi global de l'art va ser l'estil, en part a causa de l'experimentació deliberada per part seva, i en part a l'entintat de Dick Giordano, que mostrava un pes de línia diferent. Aquell mateix any, va il·lustrar Gumby Summer Fun Special nº 1 de Comico Comics, feina que va aconseguir a través de l'editora de Comico Diana Schutz, una vella amiga que va notar les imatges incidentals de Gumby que Adams havia inclòs a les pàgines de Longshot. Adams, que no guardava bons records d'aquella caricatura quan era nen, i que temia que fos tipificat com a artista de Gumby si acceptava la feina, li va dir a Schultz que només ho faria si pogués fer que Bob Burden l'escrigués, suposant que Schultz declinaria aquesta condició. Schultz, que inicialment volia Mark Evanier per a la feina, ho va considerar i finalment va acceptar-ho després de contactar amb Burden, que estava entusiasmat amb la idea. Aquell llibre, que va demostrar la versatilitat d'Adams a l'hora de manejar la comèdia i els superherois, va guanyar a ell i a Burden un premi Eisner de 1988 al millor número senzill. Adams il·lustraria més tard un segon llibre de Gumby, Gumby's Winter Fun Special, que va ser escrit per Steve Purcell.
Adams va ser un dels 54 artistes perfilats al llibre de Ron Goulart de 1989, The Great Comic Book Artists, Volum 2, la portada i la contraportada del qual Adams va il·lustrar.

### Monstres dels anys 90 i obra propietat del creador
El treball de Marvel dels anys 90 d'Adams va incloure una sèrie de tres números de 1990 a Fantastic Four, en què Hulk, Spider-Man, Wolverine i Ghost Rider van formar un equip substitut dels Fantastic Four després de ser informats falsament que tres dels Fantastic Four originals havien estat assassinats. L'escriptor de la sèrie Walter Simonson, que també era l'artista habitual del títol, va decidir escriure una història perquè Adams la dibuixés per tal de posar-se al dia dels seus terminis d'entrega. Simonson va preguntar al Departament de Màrqueting de Marvel quins eren els quatre personatges més venuts i se li va dir que eren Wolverine, Ghost Rider, Spider-Man i Punisher. A Adams no li agradava Punisher, i sobretot no li agradava dibuixar pistoles, perquè sentia que no ho feia bé, i li va suggerir Hulk. Quan Simonson li va preguntar què li agradava dibuixar, Adams va indicar que era un fan dels elements clàssics del llibre, com el Mole Man i els Skrulls, que Simonson va incorporar a la història. L'arc de tres números, citat per Adams com una de les seves obres preferides, més tard va ser referenciat pel presentador del programa de converses nocturns Conan O'Brien al segment "Fan Corrections" d'un episodi de Conan de 2012. Adams va fer més feina per a la franquícia X-Men, com ara el One-Shot crossover entre companyies de 1997 Gen¹³/Generation X. El seu treball de Marvel dels anys 90 també va incloure dissenys per a una línia de figures d'acció de Hulk.
Adams es va familiaritzar amb Randy Stradley i altres membres del personal de Dark Horse Comics, després de la qual cosa va il·lustrar alguns dels seus còmics amb els clàssics Universal Monsters que estimava en la seva joventut. El seu primer treball de Godzilla va ser Godzilla Color Special nº 1 el 1992. Per a aquesta història, Adams va crear una organització anomenada G-Force, que va dissenyar per ser una versió japonesa dels Quatre Fantàstics, i a la història, va fer que aquest grup esmentés que havien lluitat contra Shrewmanoid, un malvat que Adams va crear més tard per a Monkeyman & O. 'Brien. Tōhō, la productora que produeix les pel·lícules de Godzilla, més tard introduiria una versió d'aquest equip a la pel·lícula de 1993 Godzilla vs. Mechagodzilla II. Un llibre sobre la realització d'aquesta pel·lícula inclou una il·lustració de la portada de Godzilla que es va copiar de Color Special, que va fer gràcia a Adams. Adams els seguiria amb altres obres de Godzilla, com ara "King Kong vs. Godzilla", una història que va aparèixer a l'antologia Urban Legends nº 1 que destaca per ser l'única obra seva fins ara que va escriure, dibuixar, entintar i rotular, i "Tramplin' Tokyo", una història d'Alan Moore que va dibuixar per a Negative Burn nº 18 (desembre de 1994). El 1995 va dibuixar Godzilla vs. Hero Zero i va escriure els números 5–8 de Target: Godzilla! Quan Adams es va assabentar que Dark Horse adquiriria els drets dels Universal Monsters, Adams els va pressionar per il·lustrar una seqüela de còmics de la pel·lícula de 1954 La dona i el monstre, però Dark Horse volia produir una adaptació de la pel·lícula primer i li va dir a Adams que si ho il·lustrava, podria il·lustrar una futura seqüela. L'adaptació de 50 pàgines es va publicar el 1993, però les baixes vendes de la línia van costar diners a Dark Horse i es va cancel·lar després de quatre números, impedint la seqüela que Adams volia dibuixar.
A principis de la dècada de 1990, Adams i Mignola van ser contactats per Erik Larsen, qui els va convidar a produir còmics de creació pròpia per a Image Comics, que Larsen i un grup d'altres artistes van formar per publicar llibres propietat dels creadors. Adams mai abans s'havia plantejat produir el seu propi material original, ja que preferia il·lustrar les propietats que gaudia de petit. No obstant això, les seves converses amb Larsen el van convèncer per crear Monkeyman and O'Brien, un duet similar en concepte a Angel and the Ape de DC. Les històries estan protagonitzades per Ann Darrow O'Brien, nativa de San Francisco, el nom de la qual és un homenatge al personatge de Fay Wray de King Kong i al creador d'efectes especials de la pel·lícula Willis O'Brien i Axewell Tiberius, un home goril·la super intel·ligent. d'una altra dimensió. El duet es veu embolicat en una varietat d'aventures típiques de les pel·lícules clàssiques de sèrie B, sovint amb el tipus de monstres de pel·lícules que li agrada a Adams, com ara el subterrani Shrewmanoid i els extraterrestres Froglodytes. Malgrat l'oferta d'Image, Adams i Mignola (el darrer dels quals va crear Hellboy, que havia estat rebutjat per DC Comics), van portar les seves idees a Dark Horse, per a qui Adams ja havia fet feina, ja que els permetria col·laborar amb creadors que admiraven, com Frank Miller i John Byrne. Juntament amb Paul Chadwick, Mike Allred, Dave Gibbons i Geof Darrow, els creadors van formar Legend, una empremta de Dark Horse propietat del creador. Després d'una aparició inicial de 1993 a San Diego Comic Con Comics nº 2, Monkeyman i O'Brien van aparèixer en entregues a Dark Horse Presents nº 80 el 1993 i Dark Horse Insider nº 27 el 1994. La primera aparició del duet sota l'empremta Legend va ser una història de complement en curs a la minisèrie Hellboy: Seed of Destruction de 1994 de Mike Mignola. Finalment es graduarien a la seva pròpia minisèrie homònima el 1996. Quan va produir la sèrie per primera vegada, Adams tenia a mà la reimpressió de Marvel Monsterworks de les històries de monstres d'Atlas Comics "Where Monsters Dwell" i "Creatures on the Loose" per inspirar-se. Tot i que l'empremta de Legend va cessar el 1998, Monkeyman and O'Brien van continuar apareixent a la impremta, de vegades en històries de crossovers amb altres personatges de còmics, com a Savage Dragon nº 41 (setembre de 1997) d'Erik Larsen, i Gen¹³ /MonkeyMan and O'Brien (1998), tots dos publicats per Image Comics, l'últim dels quals Adams va escriure i dibuixar per a Wildstorm Productions.
L'any 1996 Dark Horse Comics va publicar Art Adams' Creature Features, una col·lecció d'històries publicades anteriorment d'Adams que reten homenatge a diversos monstres de pel·lícules B, alguns dels quals s'havien publicat originalment en blanc i negre, però que eren acolorits per la col·lecció. Inclouen Creature from the Black Lagoon d'Adams, dues de les seves històries de Godzilla i la història "Trapped In The Lair of the Shrewmanoid" de Dark Horse Insider nº 27. La col·lecció comptava amb una introducció de Geoff Darrow.

### 1999-present

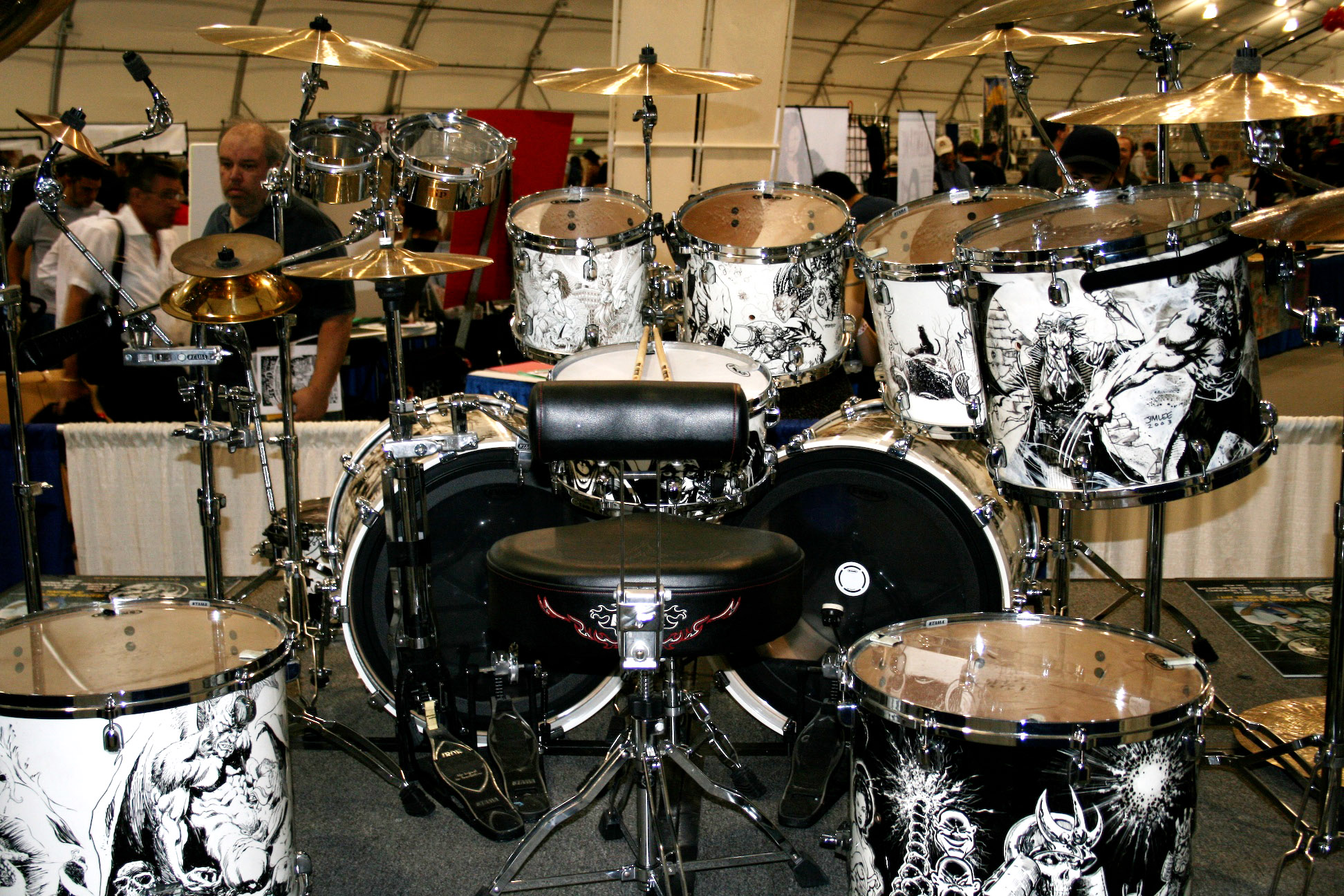
Bateria utilitzada per John Dolmayan, bateria de System of a Down,
amb art d'Adams i altres artistes per encàrrec. L'art d'Adams es troba al tambor just a sobre i a l'esquerra del centre.

El 1999, Adams va tornar a Wildstorm per dibuixar una seqüència de flashback de vuit pàgines al número 4 de la sèrie d'Alan Moore, Tom Strong, que es va publicar sota la marca de Moore per a Wildstorm, America's Best Comics. El seu treball posterior a Wildstorm inclouria Danger Girl Special #1 (2000) i dos números de The Authority el 2002, parts importants dels quals DC Comics va demanar a Adams que tornés a dibuixar per reduir l'accent en la violència, a la llum dels atemptats de l'11 de setembre, per a la frustració d'Adams. Aquell mateix any, Adams i l'escriptor Steve Moore van cocrear "Jonni Future", un pastitx d'una sèrie de ciència-ficció pulp com Adam Strange i Barbarella, que es va publicar en entregues de vuit pàgines a l'antologia Tom Strong's Terrific Tales d'America's Best Comics, els deu primers números dels quals Adams va dibuixar entre 2002 i 2004. El treball d'Adams a "Jonni Future" s'ha caracteritzat per exhibir una influència romàntica, amb majors quantitats de realisme i ratlles fines, que Adams es refereix com a "tallarines". Adams diu que es va inspirar en fonts com Paolo Eleuteri Serpieri, Vampirella de Warren Publishing i els dissenys de personatges dels llibres de personatges dels videojocs de Capcom quan va dibuixar "Jonni Future", i es va abstenir d'utilitzar vores rectes o plantilles per aconseguir un aspecte més elegant i dibuixat a mà. Considera "Jonni Future" com el seu millor treball.
A principis dels anys 2000, Adams va rebre l'encàrrec de crear art per a la bateria usada per John Dolmayan, el bateria de System of a Down, un àvid col·leccionista i venedor de còmics. Dolmayan va encarregar a Adams que il·lustres una escena de dones gegants lluitant contra robots i Godzilla per a un tambor, mentre que l'art d'altres tambors del kit, que representava altres personatges i escenes, va ser produït per Simon Bisley, Kevin Eastman i Tim Vigil.

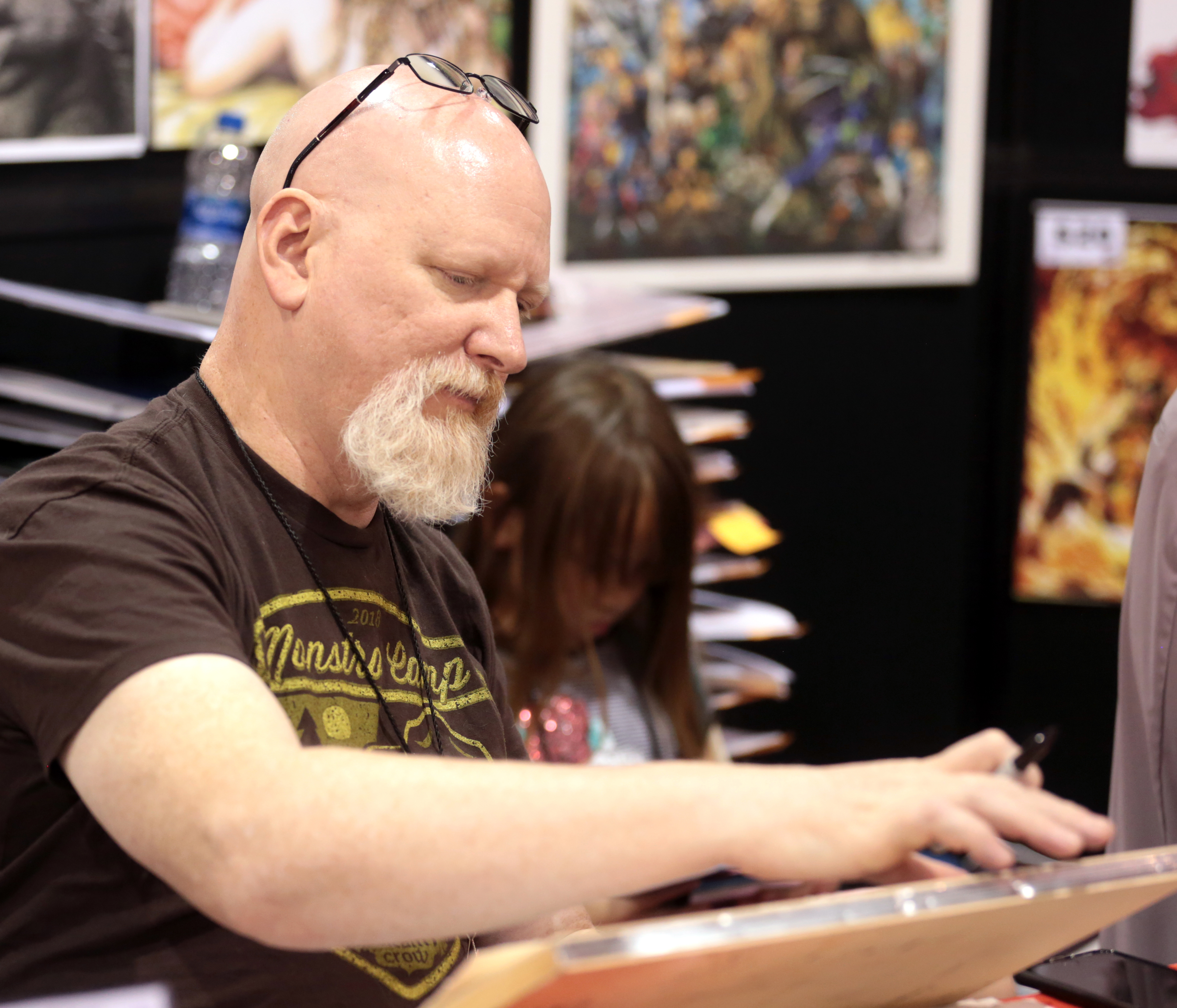
Adams al Phoenix Comic Fest de 2018.

Al llarg de la dècada de 2000, Adams va proporcionar imatges de portada per a diversos còmics de DC Comics, com Superman, Batman i JLA: Scary Monsters, així com per a llibres de diverses altres editorials, com Vampirella, Red Sonja, Jurassic Park, Madman Adventures, Thundercats, Xena: Warriors Princess i Buffy the Vampire Slayer. El treball de portades de Marvel dels anys 2000 d'Adams inclou Generation X nº 67 - 72 el 2000 i el 2001, i The Incredible Hercules nº 113 - 115 el 2008, així com tres de les seves edicions recopilades. El seu treball de còmics interiors dels anys 2000 inclou Superman/Batman nº 26 (2006), un número dedicat al difunt fill de l'escriptor Jeph Loeb, Sam, al qual van contribuir desenes d'escriptors i artistes. El 2008 va il·lustrar una història de Red Hulk a King-Size Hulk nº 1, i més tard va il·lustrar una història de Hulk/Wendigo que va aparèixer en entregues d'11 pàgines Hulk nº 7 - 9, així com les portades d'aquests números. El 2010 va il·lustrar Ultimate X nº 1-5, el seu primer treball per a la línia de còmics Ultimate Marvel.
El 30 de novembre de 2011, Gumby Comics/Wildcard Ink va publicar un únic volum recopilant els dos especials anteriors d'Adams amb Gumby. El llibre es va anomenar inicialment Gumby's Arthur Adams Specials, però finalment es va publicar amb un adhesiu que cobria el nom d'Adams a la portada, canviant efectivament el nom del llibre Gumby's Spring Specials. Segons Rich Johnston de Bleeding Cool, això es va fer a petició d'Adams, que no volia res a veure amb l'editor, i va prendre mesures per mantenir el seu nom fora de la portada del llibre. Tanmateix, el llibre és venut per comerciants com Mile High Comics amb el nom original.
Fora del camp dels còmics, Adams ha proporcionat il·lustracions per a diverses revistes, com PlayStation Magazine, així com dissenys de joguines, videojocs i llaunes de pasta de Chef Boyardee amb temàtica dels X-Men. Una recreació de la portada clàssica de Barry Windsor-Smith a Avengers nº 100 que Adams va dibuixar per plaer va ser posteriorment utilitzada per Marvel Comics com a variant de portada d'un número real i, el juliol de 2019, com a imatge d'un trencaclosques de 500 peces amb llicència d'Aquarius. El 2016 va proporcionar la il·lustració d'una peça satírica a la revista GQ que imaginava una sèrie de personatges públics controvertits com a supermalvats del còmic, com Donald Trump, Vladímir Putin, Joseph Blatter, Martin Shkreli i Kris Jenner. Més tard aquell any, Dynamite Entertainment va anunciar que produiria busts de poliresina d'edició limitada de personatges femenins per a la seva línia Women of Dynamite, basats en les interpretacions d'Adams d'aquests personatges i esculpits per Jason Smith. El primer bust va ser un bust de Red Sonja que es va comercialitzar el novembre, seguit d'un bust de Vampirella el febrer de 2017.
El febrer de 2020, Marvel va llançar Marvel Monograph: The Art Of Arthur Adams, una col·lecció d'art d'Adams de 120 pàgines.
A l'abril de 2022, es va informar que Adams es trobava entre les més de tres dotzenes de creadors de còmics que van contribuir al llibre d'antologia de beneficis d'Operation USA, Comics for Ukraine: Sunflower Seeds, un projecte encapçalat per l'editor de projectes especials Scott Dunbier d'IDW Publishing, els beneficis del qual es donarien als esforços de socors per als refugiats ucraïnesos com a resultat de la invasió russa d'Ucraïna el febrer de 2022. Adams proporcionaria una de les cobertes de l'edició de tapa tova del llibre.
Tot i que la seva feina per a Marvel té prioritat per a ell, també guanya una part important dels seus ingressos amb comissions privades, que produeix quan el temps ho permet. En una entrevista del 2017 va declarar que si tornava a fer treballs d'interior, més probablement seria en un projecte propietat d'un creador, com Monkeyman And O'Brien.

## Tècnica i materials
L'estil d'art d'Adams destaca pel seu alt nivell de detall, i té la reputació de ser un dibuixant a llapis "ajustat". Afirma que treballa a un ritme lent, la qual cosa limita la quantitat de treball que fa. Quan va dibuixar Fantastic Four nº 347–349 el 1990 per a l'escriptor/il·lustrador habitual Walter Simonson, que necessitava una pausa per posar-se al dia amb el seu propi treball amb aquest títol, Adams va aconseguir dibuixar els dos primers números en cinc setmanes i quatre setmanes., respectivament, però va arribar considerablement tard al tercer. El 1997 Adams va declarar que podia produir una pàgina de llapis o tintes en un dia. En una entrevista del 2007, va declarar que acostuma a produir 2⁄3 a3⁄4 d'una pàgina al dia, i també pot entintar a aquest ritme, però pot fer fins a dues pàgines al dia si està sota pressió, com quan va produir Cloak and Dagger nº 9 (1986) en 22 dies, per exemple. Un altre exemple és el one-shot Excalibur: Mojo Mayhem de 1989, que a causa dels canvis de terminis, va completar a un ritme més ràpid. Adams destaca una pàgina d'aquest llibre que va dibuixar en una mitja hora com el seu rècord personal de velocitat, però censura la seva mala qualitat. Adams també destaca per l'humor de la seva obra, com, per exemple, amb els personatges estranys que col·loca en aparicions de cameo en els fons dels seus còmics, com quan va dibuixar Gumby a les vinyetes de Longshot, o les formes en què va representar el canvi de forma alienígena Warlock al seu treball a The New Mutants.
Adams prefereix treballar a partir d'una trama en lloc d'un guió complet, resultat dels densos guions Longshot d'Ann Nocenti, tot i que ha treballat a partir d'un guió complet, com amb el seu treball a Three Dimensional Alien Worlds per a Pacific Comics i The Authority. Tot i que diu que prefereix els còmics de grups perquè li permeten amagar més fàcilment les seves "males habilitats de disseny", no obstant això se sent còmode amb els còmics de personatges en solitari. Comença a dibuixar miniatures de la història que se li dona, ja sigui a casa o en un lloc públic. Les miniatures varien de 5 cm x 7,6 cm a la meitat de la mida del còmic imprès. Aleshores, ell o un assistent amplien les miniatures i les traçaran al tauler d'il·lustració amb un llapis blau, de vegades utilitzant un llapis blau clar Prismacolor, perquè no és massa cerós i s'esborra fàcilment. Quan treballa en el tauler d'il·lustració final, ho fa en un tauler de dibuix gran quan està al seu estudi del soterrani i en un tauler quan està assegut al sofà de la seva sala d'estar. Després de traçar les miniatures, aclareix els detalls amb un altre llapis blau clar i finalitzarà els detalls amb un llapis del número 2. Va dibuixar els tres primers capítols de "Jonni Future" amb el doble de la mida del còmic imprès, i també va dibuixar el cinquè capítol, "El jardí de l'Sklin", amb una mida més gran que l'estàndard, per tal de mostrar més detalls del que és habitual en aquells històries. Per a una imatge de pòster gran amb multitud de personatges, repassa els contorns de la figura amb un retolador per emfatitzar-los. Utilitza referències fotogràfica quan escau, com quan dibuixa coses a les quals no està acostumat.
A la primera part de la seva carrera, els llapis d'Adams van ser embellits per entintadores com Whilce Portacio, Dick Giordano i Terry Austin. Quan Adams va intentar entintar el seu propi treball abans de convertir-se en professional, va utilitzar inicialment un bolígraf Croquille, però després de conèixer Mike Mignola, es va veure estimulat a canviar a un pinzell, que va utilitzar durant aproximadament un any abans de tornar a un Croquille. Finalment va començar a entintar el seu propi treball, el que prefereix fer. A finals de la dècada de 1990, va començar a utilitzar el Staedtler Pigment Liner, un retolador. Prefereix els bolígrafs als pinzells perquè els bolígrafs se senten "més solts", i va citar aquesta com la seva raó per utilitzar retoladors quan va entintar "Jonni Future".
Tot i que Adams ha experimentat amb la pintura amb aquarel·la i pintures a l'oli (les seves portades de 1989 per a Appleseed es van fer amb una combinació de tinta, aquarel·la i llapis de color), el seu treball de color és tan esporàdic que diu que ha de tornar a aprendre allò que ha oblidat cada vegada, i normalment no està satisfet amb els resultats. Com que una part important dels seus ingressos es deriva de la venda dels seus originals, es resisteix a aprendre a produir la seva obra digitalment.

## Influència

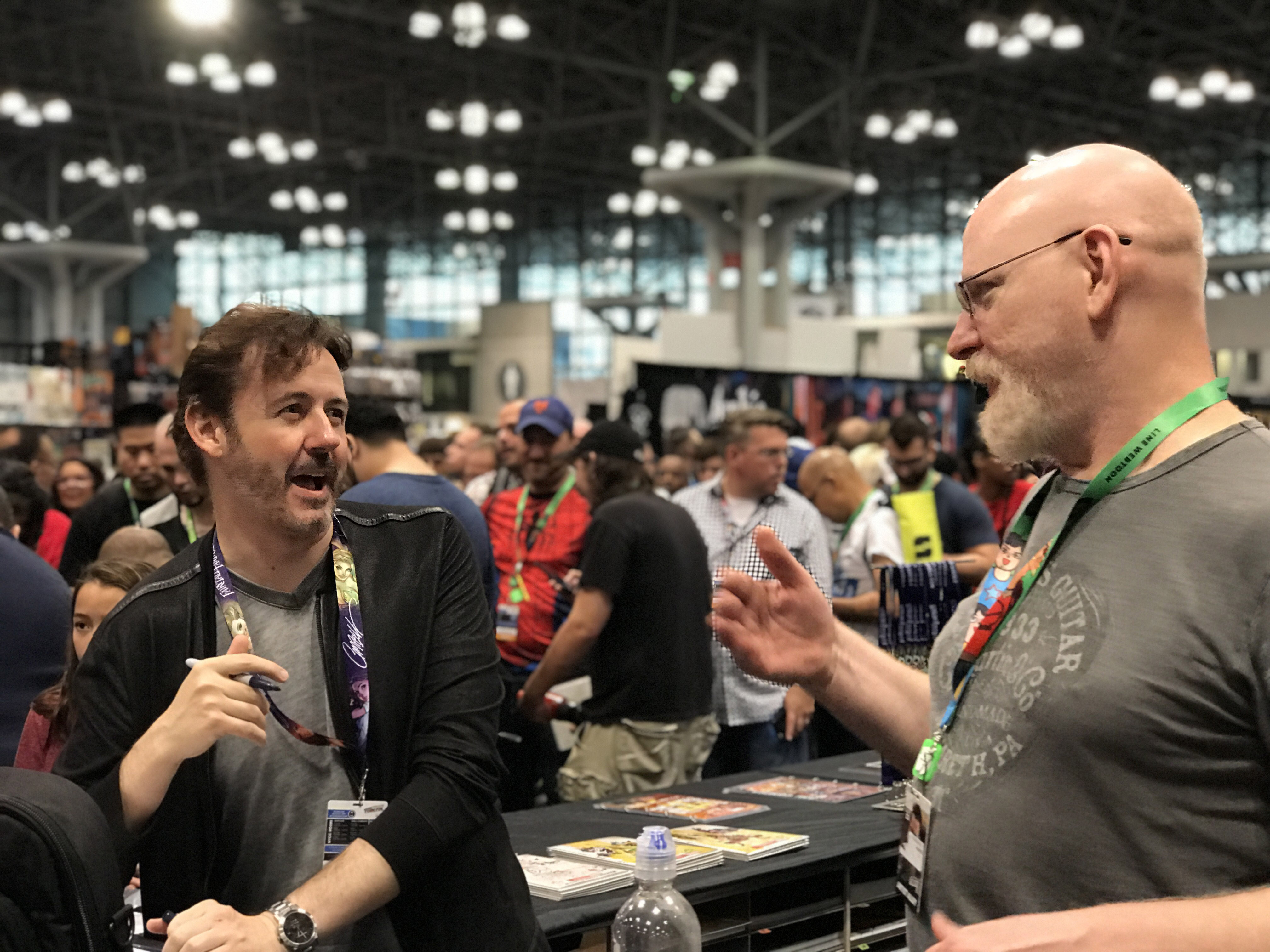
J. Scott Campbell (esquerra) és un dels artistes que van ser influenciats per Adams (dreta), vists aquí durant una aparició a l'estand de Campbell a la Comic Con de Nova York de 2017.

Adams és un dels artistes més populars i àmpliament imitats de la indústria del còmic nord-americà. El seu estil s'atribueix com una influència directa sobre els artistes que fundarien Image Comics, i els altres artistes populars dels anys 90 associats amb aquella època, com Jim Lee i Rob Liefeld. Timothy Callahan, de Comic Book Resources, apunta a l'ús de posicions d'acció dinàmiques, figures idealitzades, dissenys de vestuari amb nombrosos accessoris, una preferència per l'entrecreuament abundant sobre la pinzellada en la representació i la representació de les extremitats cibernètiques i altres superfícies reflectants vistes en els estils d'aquests artistes com a derivat del treball d'Adams, en particular la seva carrera a Longshot. Callahan també assenyala que la cinta detallada per la qual es va conèixer Todd McFarlane durant la seva carrera a Spider-Man havia estat utilitzada anteriorment per Adams a la portada de Longshot nº 4. Tot i que Callahan assenyala que Adams no necessàriament va originar aquests elements, sinó que va ser influenciat per Michael Golden i Micronauts, afirma que Adams els va popularitzar. En assenyalar també que els llapis Longshot d'Adams van ser entintats per Whilce Portacio i Scott Williams sense acreditar, Callahan es refereix a aquest llibre com a "Imatge primerenca, en forma primitiva". Entre els artistes el treball dels quals s'ha vist com una imitació de l'estil d'Adams, o que l'han nomenat com a influència, s'inclouen Joe Madureira, J. Scott Campbell, Ed McGuinness, Aaron Kuder, Shelby Robertson, Olivier Coipel, i Nick Bradshaw.

## Vida personal
Adams està casat amb la seva companya dibuixant de còmics Joyce Chin, a qui va conèixer a la San Diego Comic-Con de 1996. Chin ha entintat els llapis d'Adams, i Adams ha entintat els de Chin, com a Xena: Warrior Princess nº 4 (gener de 2000). A partir de 1997 vivien a Portland, Oregon. Més tard es van traslladar a San Francisco, Califòrnia, abans d'establir-se a Walnut Creek.
Adams no té un personatge favorit per dibuixar, després d'haver comentat en una entrevista del 2015: "Estic content que em paguin per dibuixar". Tanmateix, no li agrada dibuixar el Punisher, perquè creu que no és expert en dibuixar pistoles. La seva pel·lícula preferida de Godzilla és Godzilla vs. The Thing, i els seus altres favorits inclouen Ghidorah, el monstre de tres caps i Monster Zero. El seu color preferit és el verd.
Pel que fa a la religió, Adams ha afirmat que no creu "en cap déu en concret". Ell no condueix.

## Premis
- 1986 Premi Russ Manning al nouvingut més prometedor[60]
- 1988 Premi Eisner al millor número individual (amb Bob Burden per Gumby Summer Fun Special nº 1)[14]
- Premi Inkpot 2017[61]

## Obra

### Pàgines interiors
- Three Dimensional Alien Worlds: "Away Off There Amid the Softly Winking Lights" (amb Bruce Jones, one-shot, Pacific Comics, 1984)
- Longshot nº 1–6 (amb Ann Nocenti, Marvel, 1985)
- New Mutants Special Edition nº 1: "Home is Where the Heart is" (amb Chris Claremont, Marvel, 1985)
- Uncanny X-Men Annual nº 9–10, 12, 14 (amb Chris Claremont, Marvel, 1985–1990)
- Batman #400: "Resurrection Night!" (amb Doug Moench, entre altres artistes, DC Comics, 1986)
- Cloak and Dagger nº 9: "The Lady and the Unicorn" (amb Bill Mantlo, Marvel, 1986)
- Web of Spider-Man Annual nº 2: "Wake Me Up I Gotta Be Dreaming" (amb Ann Nocenti, Marvel, 1986)
- Action Comics Annual nº 1: "Skeeter" (amb John Byrne, DC Comics, 1987)
- Gumby's Summer Fun Special: "Summer Fun Adventure" (amb Bob Burden, one-shot, Comico, 1987)
- Gumby's Winter Fun Special: "Winter Fun Adventure" (amb Steve Purcell, one-shot, Comico, 1988)
- Wonder Woman Annual nº 1: "Chapter 1: The Diving Bird" (amb George Pérez, DC Comics, 1988)
- X-Factor nº 41–42 (amb Louise Simonson, Marvel, 1989)
- Excalibur: Mojo Mayhem (amb Chris Claremont, one-shot, Marvel, 1989)
- Fantastic Four nº 347–349 (amb Walter Simonson, Marvel, 1990–1991)
- Marvel Holiday Special nº 1 (amb Walter Simonson, Marvel, 1991)
- Armageddon: Inferno nº 1, 3–4 (amb John Ostrander, DC Comics, 1992)
- Godzilla Color Special: "Godzilla: King of the Monsters" (amb Randy Stradley, one-shot, Dark Horse, 1992)
- Creepy 1993 Fearbook: "Bugs" (amb Kurt Busiek, Harris Comics, 1993)
- Urban Legends: "King Kong vs. Godzilla" (one-shot, Dark Horse, 1993)
- Universal Monsters: Creature from the Black Lagoon (amb Steve Moncuse, one-shot, Dark Horse, 1993)
- Monkeyman and O'Brien (Dark Horse, 1993–1999):
  - Dark Horse Presents nº 80, 100, 118–119 (1993–1997)
  - Hellboy: Seed of Destruction (història complementària, 1994)
  - Monkeyman and O'Brien nº 1–3 (1996)
  - Dark Horse Extra nº 1–7 (1998–1999)
- The Big Book of Urban Legends: "The Spider in the Hairdo" (amb Robert Boyd, Jan Harold Brunvald i Robert Loren Fleming, Paradox Press, 1994)
- Negative Burn nº 18: "Alan Moore's Songbook: Trampling Tokyo" (amb Alan Moore, Caliber Press, 1994)
- Asylum nº 1: "Warchild" (amb Eric Stephenson, Extreme Comics, 1995)
- Aliens: Havoc nº 1 (amb Mark Schultz, among other artists, Dark Horse, 1997)
- Gen¹³ (Wildstorm, 1997–1998):
  - Gen¹³/Generation X: "Generation Gap" (amb Brandon Choi, one-shot, 1997)
  - Gen¹³ 3D Special: "Mauling" (one-shot, 1997)
  - Gen¹³/Monkeyman and O'Brien nº 1–2 (1998)
  - Gen¹³ nº 34: "I Want My Mommaaaaa!!" (amb John Arcudi, 1998)
- Starship Troopers #1–2 (amb Bruce Jones i Mitch Byrd, Dark Horse, 1997)
- Legends of the DC Universe 80-Page Giant nº 2: "The Great Unknown!" (amb Karl Kesel, DC Comics, 1998)
- Danger Girl Special: "Delusions of Grandeur" (amb J. Scott Campbell i Andy Hartnell, Cliffhanger, 2000)
- Superman vol. 2 nº 165: "Help!" (amb Jeph Loeb, DC Comics, 2001)
- Orion nº 10, 12: "Legends of Apokolips" (amb Walter Simonson, DC Comics, 2001)
- The Authority nº 27–28: "Brave New World, Parts Two and Three" (amb Mark Millar i Grant Morrison (sense acreditar),[62] Wildstorm, 2002)
- Tom Strong's Terrific Tales nº 1–4, 6–10: "Jonni Future" (amb Steve Moore, America's Best Comics, 2002–2004)
- The Many Worlds of Tesla Strong (amb Alan Moore i Peter K. Hogan, entre altres artistes, one-shot, Wildstorm, 2003)
- Action Comics Annual nº 10: "The Many Deaths of Superman" (DC Comics, 2007)
- Countdown to Final Crisis nº 14: "The Origin of Gorilla Grodd" (amb Scott Beatty, història complementària, DC Comics, 2008)
- King-Size Hulk: "Where Monsters Dwell" (amb Jeph Loeb, Marvel, 2008)
- Hulk nº 7–9 (amb Jeph Loeb, Marvel, 2008)
- Ultimate Comics: X (amb Jeph Loeb, Marvel, 2010–2011)
- AvX: VS nº 6 (amb Jeph Loeb, Marvel, 2012, pg. 18)
- All-New X-Men nº 25 (Marvel, 2014)

### Portades
- Marvel Fanfare nº 13 (Marvel Comics, 1984)
- Marvel Team-Up nº 141 (Marvel, 1984)
- Micronauts: The New Voyages nº 2 (Marvel, 1984)
- The Defenders nº 142 (Marvel, 1985)
- The New Mutants nº 38–39 (Marvel, 1986)
- Firestar nº 3 (Marvel, 1986)
- Classic X-Men nº 1–23 (Marvel, 1986–1988)
- Daredevil nº 238–239 (Marvel, 1987)
- Uncanny X-Men nº 214, 218 (Marvel, 1987)
- The Spectre Annual nº 1 (DC Comics, 1988)
- Marvel Age Annual nº 4 (Marvel, 1988)
- The Last of the Viking Heroes nº 7 (Genesis West Comics, 1989)
- Tommy and the Monsters nº 1 (New Comics Group, 1989)
- Appleseed Book Two nº 1–5 (Eclipse Comics, 1989)
- The Impossible Man Summer Vacation Spectacular (Marvel, 1990)
- Marvel Super-Heroes nº 6 (1991)
- Conan the Barbarian nº 247–249 (Marvel, 1991)
- Animal Confidential (Dark Horse Comics, 1992)
- Vampirella: Summer Nights nº 1 (Harris Comics, 1992)
- Marvel Holiday Special '92 (Marvel, 1993)
- Showcase '93 nº 1 (DC Comics, 1993)
- Superman: Legacy of Superman nº 1 (DC Comics, 1993)
- Dark Horse Comics nº 11 (Dark Horse, 1993)
- Comics' Greatest World: Vortex nº 2 (Comics' Greatest World, 1993)
- Out of the Vortex nº 7 (Dark Horse, 1994)
- Classic Star Wars: A New Hope nº 1 (Dark Horse, 1994)
- Division 13 nº 1 (Comics' Greatest World, 1994)
- Medal of Honor nº 2 (Dark Horse, 1994)
- Gen¹³ nº 1 (Wildstorm, 1995)
- New Men nº 12 (Extreme Studios, 1995)
- Godzilla nº 1-7 (Dark Horse, 1995)
- Avengelyne nº 3 (Maximum Press, 1995)
- Badrock Annual nº 1 (Image, 1995)
- Godzilla vs. Hero Zero nº 1 (Dark Horse, 1995)
- Leonard Nimoy's Primortals: Origins nº 1-2 (Tekno Comix, 1995)
- Oblivion nº 1 (Comico, 1995)
- Leonard Nimoy's Primortals nº 13-14 (Tekno Comix, 1996)
- Untold Tales of Spider-Man nº 17 (Marvel, 1996)
- The Real Adventures of Jonny Quest nº 9 (Dark Horse, 1997)
- Star Kid nº 1 (Dark Horse, 1998)
- Crimson nº 2 (Cliffhanger, 1998)
- Buffy the Vampire Slayer nº 1, 6 (Dark Horse, 1998–1999)
- Daring Escapes nº 1 (Image, 1998)
- Clerks: Holiday Special nº 1 (Oni Press, 1998)
- Darkchylde: The Legacy nº 2-3 (Image, 1998)
- Nathan Never nº 1-4 (Dark Horse, 1999)
- Wildcats nº 1 (Wildstorm, 1999)
- Lady Death: The Rapture nº 1 (Chaos!, 1999)
- Purgatori: Goddess Rising nº 1 (Chaos!, 1999)
- JLA Annual nº 3 (DC Comics, 1999)
- Batman Annual nº 23 (DC Comics, 1999)
- Aquaman Annual nº 5 (DC Comics, 1999)
- Wonder Woman Annual nº 8 (DC Comics, 1999)
- The Flash Annual nº 12 (DC Comics, 1999)
- Superman Annual nº 11 (DC Comics, 1999)
- Green Lantern Annual nº 8 (DC Comics, 1999)
- Martian Manhunter Annual nº 2 (DC Comics, 1999)
- Tellos nº 4 (Image, 1999)
- Tom Strong nº 4 (America's Best Comics, 1999)
- Lionheart nº 2 (Awesome, 1999)
- X-Men nº 100 (Marvel, 2000)
- X-Men: The Movie Special Edition nº 1 (Marvel, 2000)
- Generation X nº 67-72 (Marvel, 2000–2001)
- Kin nº 6 (Top Cow, 2000)
- Gatecrasher nº 5 (Black Bull, 2000)
- X-Men Annual '00 (Marvel, 2000)
- Deadpool nº 50 (Marvel, 2001)
- Defenders nº 2 (Marvel, 2001)
- Cavewoman: Pangaean Sea nº 0 (Basement, 2001)
- Angel and the Ape nº 1-4 (Vertigo, 2001–2002)
- The Authority nº 29 (Wildstorm, 2002)
- Thundercats nº 1 (Wildstorm, 2002)
- Tom Strong's Terrific Tales nº 5, 12 (America's Best Comics, 2003–2005)
- JLA: Scary Monsters nº 1-6 (DC Comics, 2003)
- Magdalena/Vampirella nº 1 (Top Cow, 2003)
- Wildguard: Casting Call nº 3 (Image, 2003)
- Witchblade/Magdalena/Vampirella nº 1 (Top Cow, 2004)
- Alter Nation nº 1 (Image, 2004)
- Action Comics nº 814-821 (DC Comics, 2004–2005)
- Red Sonja nº 1-2, 25, 50 (Dynamite, 2005–2010)
- Worldstorm nº 1 (Wildstorm, 2006)
- The Authority nº 1 (Wildstorm, 2006)
- Justice League of America nº 5 (DC Comics, 2007)
- Manhunter nº 26 (DC Comics, 2007)
- Midnighter nº 2 (Wildstorm, 2007)
- Tales of the Unexpected nº 7 (DC Comics, 2007)
- Avengers Classic nº 1-12 (Marvel, 2007–2008)
- Booster Gold nº 1-2 (DC Comics, 2007)
- Countdown Presents: The Search for Ray Palmer — Wildstorm nº 1 (DC Comics, 2007)
- Fantastic Four nº 551, 583–584, 600 (Marvel, 2008–2011)
- The Incredible Hulk nº 112 (Marvel, 2008)
- The Incredible Hercules nº 113-115 (Marvel, 2008)
- Thor vol. 3 nº 6 (Marvel, 2008)
- The Perhapanauts nº 1 (Image, 2008)
- Invincible nº 50 (Image, 2008)
- Brit nº 7 (Image, 2008)
- Marvel Apes nº 0, 4 (2008–2009)
- Agents of Atlas nº 1 (Marvel, 2009)
- Hulk nº 10-12 (Marvel, 2009)
- Jurassic Park nº 2 (IDW Publishing, 2010)
- New Mutants nº 15, 25 (Marvel, 2010–2011)
- New Mutants Forever nº 2, 4 (Marvel, 2010–2011)
- Wolverine nº 2 (Marvel, 2010)
- Carnage nº 1-2 (Marvel, 2010–2011)
- Warlord of Mars: Dejah Thoris nº 1-5 (Dynamite, 2011)
- Avengers: The Children's Crusade nº 3 (Marvel, 2011)
- Captain America: Man Out of Time nº 1 (Marvel, 2011)
- Young Allies nº 6 (Marvel, 2011)
- Avengers Prime nº 5 (Marvel, 2011)
- Thunderbolts nº 154 (Marvel, 2011)
- Journey into Mystery nº 622 (Marvel, 2011)
- Astonishing X-Men nº 43 (Marvel, 2011)
- Godzilla: Legends nº 1-5 (IDW Publishing, 2011)
- The Fearless nº 1-12 (Marvel, 2011–2012)
- Godzilla nº 1 (IDW Publishing, 2012)
- Secret Avengers nº 22-25, 29-37 (Marvel, 2012–2013)
- Battle of the Atom nº 1-5 (Marvel, 2013)
- Uncanny Avengers Annual nº 1 (Marvel, 2014)